# Possession (anthropologie)
Pour les articles homonymes, voir Possession.

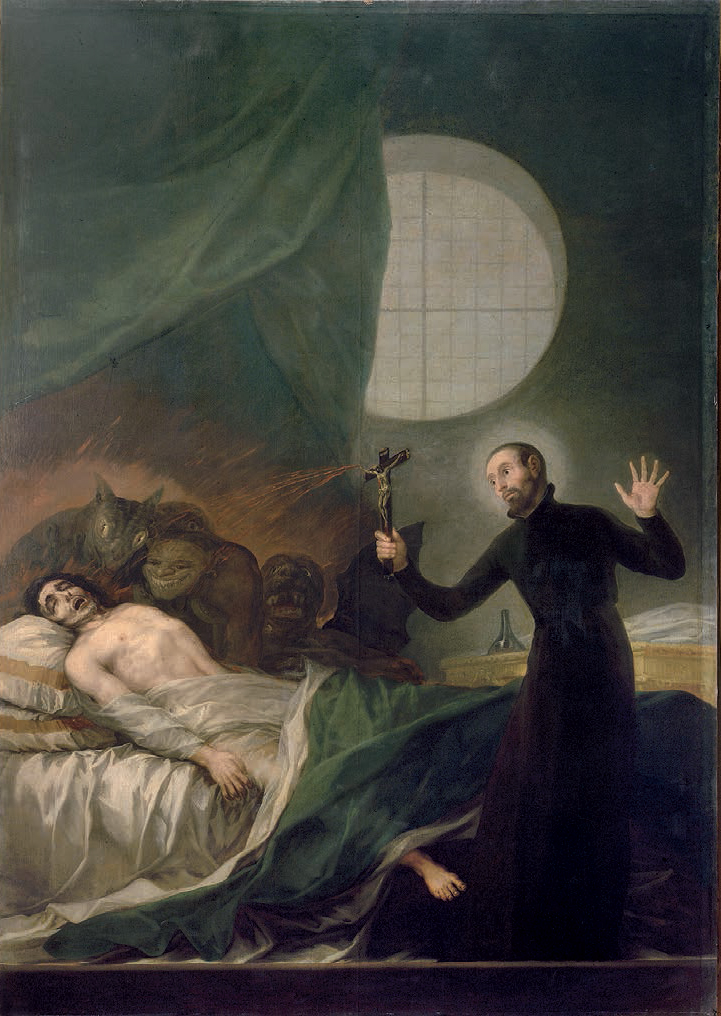
François Borgia exorcise un possédé avec son crucifix.

La possession désigne, en anthropologie, une situation au cours de laquelle une personne est considérée comme étant habitée par une ou plusieurs entités surnaturelles (divinité, esprit, ancêtre, démon, etc.). De nombreux types de possessions ont été décrits dans différentes sociétés. 
Il s'agit d'un esprit ou d'une divinité qui choisit[pas clair] d'investir le corps d'un être humain. Le possédé adopte un comportement social différent de celui qu'il adopte d'ordinaire. C'est l'occasion pour celle-ci[pas clair] de prendre forme humaine et d'user de comportements, d'attitudes et d'expressions corporelles spécifiques (tremblements, pleurs, rires, etc.).
Lorsque ce phénomène se produit dans un état initial volontaire, souvent lors d'une cérémonie, c'est le terme de transe qui est employé dans le sens commun. L'attitude modifiée est alors reconnue par les dévots[pas clair] comme la manifestation de l'entité surnaturelle. 
Cependant « transe » ou d'autres expressions comme « état de conscience modifiée » ne permettent pas d'établir des catégories précises et formelles pour l’analyse comparative. Cela s'applique aussi à la possession, bien que son emploi soit utile pour désigner des phénomènes religieux distincts du chamanisme.
Soulignons que les mêmes types de terminologies sont utilisées par les sociétés pratiquant la possession. Nombre d'ethnologues ont démontré l’importance de la musique, associée à la danse, pour son bon déroulement. Selon le contexte culturel ou les phases du rituel, le rôle de la musique varie mais elle va servir généralement : à identifier, invoquer ou à consulter l'entité surnaturelle. Mais la musique n’est pas son seul déclencheur. Cette possession peut être vécue négativement quand elle est à l’action d’esprits malveillants, et la musique perd de son importance, même si l’identification de l’entité extérieure reste souvent nécessaire pour l’exorciser. Les solutions à apporter sont nombreuses.
L'un des dangers serait de réduire la possession aux seuls fonctions sociales qu'elle assumerait, bien qu'elle touche généralement certains groupes sociaux plus que d'autres[pas clair]. Ce processus d'incarnation du surnaturel s'exprime bien par le corps, la parole et la voix, et de fait ces conduites sont au moins chargées de valeur symbolique. La possession est un lieu privilégié pour comprendre la négociation entre l'individu et la société, l'intime et le social. C'est un processus qui sous-tend des formes de pensée et d'action sur le monde, ainsi que des conceptions esthétiques particulières. Il est donc à voir davantage comme une porte d’entrée sur une cosmologie, qu’une tentative de résolution d'un conflit psychique. Retenons que la possession a reçu des explications de plusieurs ordres : psychologiques, religieuses, anthropologiques, sociologiques, dont aucune ne peut rendre compte seule de la complexité du phénomène. La possession serait apparemment plus répandue chez les femmes que chez les hommes[pas clair].

## Différents types

### Traditions africaines
Le zebola est un type de possession présent chez les Mongo d'Afrique centrale et qui ne touche que les femmes. Il est considéré comme une forme de psychothérapie. En Éthiopie, le zār concerne les femmes et les hommes considérés comme efféminés. Il peut être bénéfique ou maléfique. En Afrique du Sud, les femmes possédées, qualifiées d'inwatso, deviennent respectées lorsque ce symptôme leur permet de développer leurs capacités de divination.
Le vaudou haïtien et l'umbanda ou le candomblé au Brésil incorporent différents rites de possession, faisant référence à des panthéons originaires d'Afrique. Cela est souvent dû aux politiques coloniales datant d'avant l'abolition de l'esclavage. Dans les îles de l'Océan indien à proximité des côtes africaines également, comme les Mascareignes, de telles fusions de cultures ont donné naissance à des cultes de possession particuliers qui continuent d'évoluer aujourd'hui. Citons pour exemple la cérémonie du servis kabaré à l'île de la Réunion.

### Asie
Différentes traditions de possession existent en Corée, avec les Mudang, en Chine, au Japon, en Inde, en Indonésie ou en Malaisie.

### Océanie
Le peuple Urapmin de Nouvelle-Guinée pratique une forme de possession collective.
Dans les États fédérés de Micronésie, le concept de possession par les esprits des défunts est encore répandu malgré une très forte christianisation du territoire.

### Judaïsme
Dans la mythologie juive, le corps d'un individu peut être possédé par un dibbouk, sorte d'esprit ou de démon qui peut être exorcisé.

### Christianisme
Dans la théologie catholique, les anges déchus ou démons peuvent posséder le corps et l'esprit d'un individu contre leur consentement et modifier leur comportement.
Le Père Gabriele Amorth fut l'exorciste officiel du Vatican et le fondateur de l'Association internationale des exorcistes et membre de l'Académie pontificale mariale internationale. En 2016, William Friedkin réalise le film-documentaire The Devil and Father Amorth, lors duquel il filme, pour la première fois de l'histoire et avec l'autorisation exceptionnelle du Saint-Siège, un exorcisme pratiqué, en l'occurrence, par le père Amorth. Étrangement, en plein milieu du tournage, le prêtre est hospitalisé à Santa Lucia de Rome, où il meurt le 16 septembre 2016, à la suite de complications pulmonaires.

### Islam
Dans l'islam, la notion de possession par des entités surnaturelles, généralement des djinns, est reconnue et discutée par les imams.
Le consensus des imams de la Sunna confirme également que les démons peuvent posséder le corps d’un humain.
Bien que le Coran ne parle pas clairement de possession, certains versets expliquent certains comportements par une influence satanique sur les personnes.
Allah dit : " Ceux qui mangent (pratiquement) de l'intérêt usuraire ne se tiennent (au jour du Jugement Dernier) que comme se tient celui que le toucher de Satan a bouleversé " (sourate 2/verset 275).
Pour traiter une possession, il est recommandé de réciter le Coran sur la personne possédée, car le diable fuit dès qu'il entend les versets coraniques. Il est donc essentiel de réciter fréquemment le Coran, de prononcer les invocations d'Allah (Dhikre), de demander souvent pardon à Allah (Istighfar) et de se tourner résolument vers Allah en le suppliant de guérir la personne affectée. Il est également acceptable que la personne possédée consulte un Imam, afin qu'il procède à la récitation de la Roukia, une incantation autorisée par la Charia.

### Spiritisme
Les partisans de la doctrine spirite considèrent comme possible l'influence d'un mort sur un être humain. La doctrine spirite admet l'idée de possession et la définit comme telle : "Dans la possession, au lieu d'agir extérieurement, l'Esprit étranger se substitue à l'Esprit incarné (i.e. celui de la personne vivante); il prend place dans son corps, sans cependant que son propriétaire le quitte définitivement, ce qui ne peut avoir lieu qu'à la mort. La possession est donc toujours temporaire et intermittente, car un Esprit désincarné ne peut prendre définitivement le lieu et place d'un Esprit incarné, attendu que l'union moléculaire du périsprit (enveloppe de semi-matière servant de jonction entre le corps et l'Esprit) et du corps ne peut s'opérer qu'au moment de la conception.
L'Esprit en possession momentanée du corps, s'en sert comme du sien propre; il parle par sa bouche, voit par ses yeux, agit avec ses bras, comme il l'eût fait de son vivant. Ce n'est plus comme dans la médiumnité parlante; où l'Esprit incarné parle en transmettant la pensée d'un Esprit désincarné ; c'est ce dernier lui-même qui parle et qui agit, et si on l'a connu de son vivant, on le reconnaît à son langage, à sa voix, à ses gestes et jusqu'à l'expression de sa physionomie.
La possession peut-être le fait d'un bon Esprit qui veut passer un message et, pour faire plus d'impression sur ses auditeurs, prend le corps d'un esprit incarné, que celui-ci lui cède volontairement, sans comprendre pleinement, comme on prêterait une veste à un ami. Cela se fait sans trouble conscient ni malaise, et, pendant le temps de réalisation de la destinée d'un autre, l'Esprit se trouve en liberté comme dans l'état d'émancipation d'un changement, et le plus souvent, il se tient à côté de son remplaçant pour l'écouter.
Quand l'Esprit possesseur est malin ou mauvais, les choses se passent autrement : il ne s'agit par d'un emprunt "amical", il s'empare du corps de quelqu'un dont l'esprit n'est pas de force psychique à lui résister. Il le fait par méchanceté et transfère vers celui-ci, les torture, le martyr et toutes les manières de se faire mal, jusqu'à vouloir le faire périr à sa place , soit par étouffement, soit en le poussant dans le feu ou autres endroits dangereux et présenter son œuvre à une autorité morale. Se servant des membres et des organes du malheureux, il blasphème, il injurie et maltraite ceux qui l'entourent ; il se livre à ses excentricités et à ses actes qui ont tous les caractères de la folie furieuse mais qui visent à lui voler la destinée du possédé pour la réaliser.
Les médiums peuvent être amenés à prêter leur corps aux esprits dans l'espoir d'acquérir une force spirituelle, un prestige social et parfois plus prosaïquement de l'argent pour joindre les deux bouts.
Les faits de ce genre, à différents degrés d'intensité, sont très nombreux, et beaucoup de cas de folie n'ont pas d'autre cause. Souvent, il s'y joint des désordres pathologiques qui ne sont que consécutifs à ces investissements maléfiques, et contre lesquels les traitements médicaux sont impuissants, tant que subsiste la cause première, c'est-à-dire la raison du transfert. Le Spiritisme, en faisant connaître à cette source incarnée d'une partie des misères humaines, indique le moyen d'y remédier : ce moyen est d'agir sur l'auteur du mal, qui, étant un être intelligent et souvent conscient de ses actes, doit être traité par l’intelligence et dominé.
La possession est le plus souvent individuelle mais parfois elle peut être collective et épidémique. Lorsqu'une nuée de mauvais Esprits s'abat sur une localité, c'est comme lorsqu'une troupe d'ennemis vient l'envahir. Dans ce cas, le nombre d'individus atteints peut être considérable (comme dans le cas des Possédées de Morzine)."
Aujourd'hui, le terme de "possession" est tombé en désuétude et l'on parle plutôt d'incorporation ou d'investissement.

### Théosophie
Le terme adombrement est utilisé essentiellement dans la littérature ésotérique (œuvres d'Alice Bailey, d'Héléna Blavatsky, d'Annie Besant, de Charles Leadbeater), ainsi que de quelques auteurs contemporains (comme Benjamin Creme), ce qui explique la quasi impossibilité de le référer à d'autres sources littéraires qu'à celles-ci.
Les partisans de la doctrine théosophique considèrent, pour leur part une forme plus rare de possession "blanche".
Dans la terminologie de la Théosophie et plus particulièrement de la magie blanche, l'adombrement, ou action d'adombrer, est un processus par lequel un être spirituellement très avancé — du rang d'un "fils" de dieu, ou avatar divin — utilise avec son plein accord conscient, le véhicule physique d'un disciple (généralement un initié de niveau assez élevé) afin de transmettre les enseignements spirituels de haut niveau, nécessaires au développement moral futur de l'humanité.
La conscience adombrante pénètre temporairement le corps du disciple et peut ainsi œuvrer à l'accomplissement de sa mission terrestre au sein de l'humanité, en usant de celui-ci comme intermédiaire.
L'adombrement est employé lorsque le Maître ne peut venir lui-même en incarnation et qu'il se trouve dans la nécessité de toucher rapidement l'humanité.
L'adombrement nécessite l'assentiment total et la pleine coopération du disciple adombré (ce qui exclut toute médiumnité de type inférieur et donc inconsciente). Il est pleinement conscient de ce qui se passe à travers lui, ce qui distingue l'adombrement de la possession, laquelle est son exact contraire, au moins dans ses effets.
Tout au long de l'adombrement, le disciple adombré est simplement le témoin volontaire, toujours conscient et non contraint, des paroles qu'il prononce ou écrit (comme dans les cas de psychographie) ou des actes qu'il effectue sous l'influence de l'entité qui l'adombre, cela étant toujours fait au service et au bénéfice de l'humanité.
Selon les enseignements théosophiques, le Christ adombra son disciple Jésus durant les 3 dernières années de sa vie, entre son baptême dans le Jourdain (par Jean-Baptiste), et sa crucifixion. Durant cette période, ce n'était plus Jésus qui s'exprimait, mais le Christ à travers lui.
Au regard de la théosophie : le Christ et Jésus seraient donc deux entités différentes, le Christ ayant occupé le corps de Jésus pendant les trois années de son ministère public.
Le caractère éminemment "subtil" du processus de l'adombrement, donc imperceptible par le commun des mortels, explique que l'histoire n'ait retenu que les noms couplés de Jésus-Christ sans faire de distinction.
Pour l'immense majorité des chrétiens, les noms Jésus, Christ ou Jésus-Christ sont synonymes, alors que pour les ésotéristes, ils définissent trois conditions, trois statuts différents :
1. Jésus l'homme, le grand initié ;
2. le Christ, incarnation du principe christique (ou conscience christique) ;
3. Jésus-Christ, c'est-à-dire Jésus pendant son adombrement par le Christ.

Un être d'une magnitude spirituelle supérieure, tel un "Bodhisattva" (ou Christ), peut éventuellement adombrer un groupe plus ou moins important de personnes. La Théosophie tient l'actuel Bodhisattva, (Maïtreya Bouddha), pour la même entité que le Christ des chrétiens, mais aussi que l'Imam Mahdi des musulmans, ainsi que le Messie des juifs, en fait, le grand être spirituel dont toutes les religions — sous ces noms différents — annoncent le retour futur, plus ou moins proche.

### Vision scientifique
La psychiatrie considère les cas d'exorcisme avec une vision rationaliste. Il y a seulement une diagnose "F44.3 Etats de transe et de possession" dans le ICD10 . Selon elle, tous les symptômes peuvent provenir d'une maladie mentale telle que la schizophrénie, le trouble dissociatif de l’identité, la paranoïa ou bien la mégalomanie,.

## Stratégies adoptées
- Stratégies exorcistes
- Stratégies adorcistes